# Jazz Singer
Jazz Singer ist ein US-amerikanischer Musikfilm aus dem Jahr 1952 von Michael Curtiz mit Danny Thomas und Peggy Lee in den Hauptrollen. Der Film wurde von Warner Bros. produziert und basiert auf der Kurzgeschichte The Day of Atonement und dem daraus entstandenen Bühnenstück The Jazz Singer von Samson Raphaelson. Er ist ein Remake des 1927 produzierten Der Jazzsänger, dem ersten Tonfilm in Spielfilmqualität, der ebenfalls von Warner Bros. produziert wurde.

## Handlung

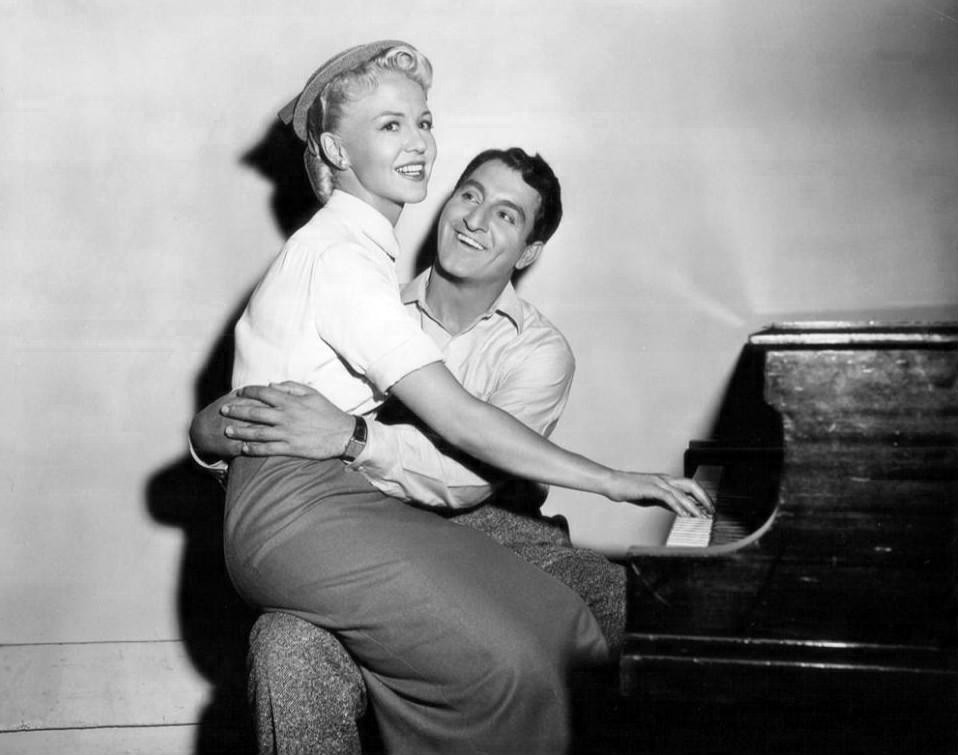
Peggy Lee und Danny Thomas im Film The Jazz Singer

Der Kriegsveteran Jerry Golding kommt rechtzeitig zum jüdischen Neujahrsfest in Philadelphia an. Das Fest will er mit seinen Eltern David und Ruth und anderen Familienmitgliedern begehen. Zur gleichen Zeit verkündet David seinen Rücktritt als Kantor seiner Synagoge. 
In einem Nachtclub trifft Jerry auf die Sängerin Judy Lane, die er in seiner Dienstzeit in Korea kennengelernt hat. Judys Manager George Miller ist von Jerrys Gesangstalent beeindruckt und bietet ihm die Teilnahme in Judys Show an. Gleichzeitig bereitet David ohne Absprache Jerrys Einstellung als Kantor vor. Jerry bringt seinem Vater bei, dass er den Posten nicht annehmen werde. Er reist nach New York, um für die Show Top of the Town zu proben. Die Show wird von den Kritikern verrissen, nur Jerry wird ausdrücklich gelobt. Judy bekommt von George ein neues Engagement und lässt Jerry alleine in New York zurück. Eine Theateragentur vermittelt ihm einzelne Auftritte, kann ihm aber kein dauerhaftes Engagement verschaffen. Judy versucht, den Produzenten Ray Mullins dazu zu bringen, Jerry als Begleitung für ihre nächste Platte zu engagieren, doch Mullins will keinen Unbekannten an Judys Seite. 
Jerry wird als Discjockey eingestellt, jedoch kurz darauf wieder entlassen. Er erhält Besuch von seinem Onkel Louie, der erkennt, dass sein Neffe eine harte Zeit durchmacht. Er überreicht Jerry ein Gebetbuch seines Vaters und schlägt vor, das Passahfest mit der Familie in Philadelphia zu feiern. Jerry unternimmt noch einen Versuch, um im Showbusiness Fuß zu fassen uns spricht für die Hauptrolle in Judys Show vor. Louie, der zu den Produzenten der Show gehört, wurde von seinen Partnern ausgezahlt und kann nicht verhindern, dass Jerry abgewiesen wird. Mit Louie kehrt Jerry nach Philadelphia zurück. Judy, in Jerry verliebt, verlässt die Show und folgt ihm. Jerry entscheidet sich, sein Studium fortzusetzen, doch Judy zweifelt, dass Jerry wirklich Kantor werden will. David ist hingegen von Jerrys Sinneswandel begeistert und übergibt ihm die Chorleitung.
Nach einiger Zeit ist Jerry unglücklich und will sein Amt niederlegen. Der wütende David schlägt seinen Sohn und wirft ihn aus dem Haus. In New York findet Jerry wieder mit Judy zusammen und tritt wieder auf. Jerry wird immer bekannter und beliebter und wird von George für seine nächste Show engagiert. Stunden vor der Premiere wird Jerry von Louie nach Hause zum schwer kranken Vater zitiert. David bittet seinen Sohn um Vergebung und gibt ihm den Segen für seine Karriere. In der Synagoge trägt Jerry das Versöhnungsgebet Kol Nidre vor. David erholt sich von seiner Krankheit und Jerry kehrt an den Broadway zurück. Mit Judy an seiner Seite wird er zum Star.

## Hintergrund
Gedreht wurde der Film von Anfang August bis Anfang Oktober 1952 in den Warner-Studios in Burbank.
Warner plante schon Ende 1943 ein Remake von Der Jazzsänger, in dem Frank Sinatra die Hauptrolle spielen sollte. Zwei Jahre später verkündete Jack L. Warner, dass Dane Clark die Jolson-Rolle übernehmen solle. Erst im August 1949 nahmen die Pläne für das Remake dann Formen an. Ein Brand, der einen Schaden von 5 Millionen Dollar verursachte (2024: über 57 Millionen Dollar), verzögerte den Beginn der Dreharbeiten.
Leo K. Kuter oblag die künstlerische Leitung. George James Hopkins war für das Szenenbild zuständig, Howard Shoup für die Kostüme.

## Musik
Folgende Songs wurden im Film gespielt:
- Living the Life I Love, I Hear the Music Now, What Are New Yorkers Made Of? und Lu Lulla Lu von Sammy Fain und Jerry Seelen
- Lover von Richard Rodgers und Lorenz Hart (Rodgers und Hart)
- Just One of Those Things von Cole Porter
- I'll String Along with You von Al Dubin und Harry Warren
- The Birth of the Blues von Buddy DeSylva, Lew Brown und Ray Henderson
- This Is a Very Special Day von Peggy Lee

Die Songtexte wurden von Norman Luboff arrangiert. Choreograph der Musicalnummern war LeRoy Prinz.

## Veröffentlichung
Die Premiere des Films fand am 30. Dezember 1952 in Los Angeles statt. In der Bundesrepublik Deutschland wurde er am 16. August 1998 im deutschen Fernsehen ausgestrahlt. Das ZDF hatte für die Ausstrahlung, da die Original-Musikbänder als verloren galten, eine Synchronisation mit einer aufwendigen neuen Musik- und Tonbearbeitung hergestellt.

## Kritiken
Das Lexikon des internationalen Films schrieb: „Die rührselige Geschichte trieft bei Regisseur Michael Curtiz vor Sentimentalität, wofür auch einige hübsche Gesangsnummer nicht entschädigen.“
Die Redaktion der Zeitschrift The Hollywood Reporter beschrieb den Film als feine Mischung aus Gesang und Stimmung, als moderne Version von Der Jazzsänger mit der ganzen erwärmenden Qualität des Originals, die zu einem weichherzigen, rührenden Film werde.

## Auszeichnungen
Bei der Oscarverleihung 1953 wurden Max Steiner und Ray Heindorf für den Oscar in der Kategorie Beste Filmmusik in einem Musical nominiert.